# آرثر روبين

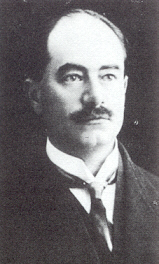
آرثر روبين

آرثر روبين (1876-1943) عالم اقتصاد واجتماع، وقائد صهيوني ومنظم المستوطنات الزراعية في فلسطين.
التحق آرثر روبين بالمنظمة الصهيونية العالمية عام 1905 وطُلِب منه أن يذهب إلى فلسطين ليبحث حالة المستوطنات اليهودية، وكانت تلك الرحلة نقطة تحول في حياته حيث كرس كل جهوده بعد ذلك لتطوير المستوطنات اليهودية.
بعد الثورة العربية عام 1929 (ثورة البراق) حارب بشدة من أجل زيادة الهجرة إلى فلسطين وزاد نشاطه في حركة الاستيلاء على الأراضي الفلسطينية بكل الطرق.